# Чеботарьова Юлія Сергіївна
Чеботарьо́ва Ю́лія Сергі́ївна (нар. 25 квітня 1965) — перший заступник генерального директора та член інвестиційного комітету групи EastOne. Голова правління Фонду Віктора Пінчука. Екс-віцепрезидент із питань корпоративної власності в групі Інтерпайп, де керувала проектами M&A, покупки і захисту прав власності, управління корпоративними правами. Розробляла стратегії з управління для трубно-колісного холдингу Інтерпайп, а також для діяльності корпорації в області машинобудування та медіабізнесі.
У 2002—2006 роках була народним депутатом — членкінею парламенту України.

## Освіта
Закінчила Дніпропетровський університет за спеціальністю інженер-гідрогеолог, а також Міжрегіональну академію управління персоналом здобувши фах економіста та фінансового менеджера.

## Політика
У березні 2006 року — кандидат в народні депутати України від Народного блоку Литвина, № 23 в списку, безпартійна.
Народний депутат України 4 скликання: з лютого 2003 по квітень 2006 від блоку «За єдину Україну», № 40 в списку. На час виборів: заступник директора ВАТ «Запорізький алюмінієвий комбінат», безпартійна, член фракції партій ППУ та «Трудової України» (лютий — жовтень 2003), член групи «Народний вибір» (жовтень 2003 — травень 2004), член групи «Союз» (травень 2004 — січень 2005), член групи «Демократична Україна» (січень — вересень 2005), член фракції партії «Вперед, Україно» (вересень — листопад 2005), член групи Народного блоку Литвина (з листопада 2005). Член Комітету з питань охорони здоров'я, материнства та дитинства (з червня 2003).

## Сім'я
Дружина українського банкіра Миколи Лагуна.